# ハイペリオン (競走馬)
ハイペリオン (Hyperion) はイギリスの競走馬・種牡馬である。
1933年にダービーステークス、セントレジャーステークスを制し、種牡馬としても合計6回イギリスのリーディングサイアーになる成功を収めた。
競走馬名はギリシャ神話の神・ヒュペリーオーンに由来している事から、血縁馬にはヘリオス、セレーネ、エオス、オリオールといった名前が見える。

## 経歴
1933年4月18日、 第17代ダービー伯爵所有のウッドランド牧場で生まれる。

### 競走馬時代
ハイペリオンは1歳時にジョージ・ラムトンの厩舎に入厩。
同期より馬格が小さく、動きが遅かった事で調教を断念されかけるが、才能を見抜いたラムトンは調教続行をした。
1932年5月、ゼトランドメイドンプレート(ドンカスター競馬場　5ハロン)に出走して4着に敗れた。同年はさらに4戦して3勝し、5戦3勝でこの年のシーズンを終えた。
翌1933年にハイペリオンは競走馬としての真価を発揮する。
調整が遅れたために2000ギニーは回避を余儀なくされた。
ダービーと距離が同じチェスターヴァーズを経由してダービーステークスに向かうローテーションを立てた。
ハイペリオンは初戦のチェスターヴァーズを勝ち、ブックメーカーによって1番人気（オッズ6;1。配当は日本円で700円。）に支持されたダービーステークスでは、2着のキングサーモンに3馬身差を付け、2分34秒0のレコードタイムを記録して優勝した。
この時の出走馬に、後のゴールドカップ勝馬フェリシテイションや、種牡馬として日本で供用されるステーツマン(3着)とレイモンド(6着)が居た。
ダービーの翌6月に行われたプリンスオブウェールズステークス（2歳時のレースとは別）を2馬身差で勝った後脚部に軽い問題を抱える。
セントレジャーステークスまでには治癒し2着フェリシテイションに3馬身差で優勝し、イギリスクラシック二冠を達成した。
1934年、ラムトンは第17代ダービー伯爵の調教師をクビになり、ハイペリオンの管理調教師はラムトンからコリッジ・リーダーに替わった。
ゴールドカップを目標に調整が進められたが、前哨戦の2レースは勝ったものの本番のゴールドカップではセントレジャーステークスで破ったフェリシテイションに10馬身離された3着に敗れ。
さらに翌7月にダリンガムステークス(2頭立て)に出走。遥かに重い負担重量もあり2着に敗れた。
ハイペリオンはこのレースが最後に競走馬を引退し、種牡馬となった。
通算13戦9勝(獲得賞金29510ポンド)。

### 種牡馬時代
1934年からウッドランド牧場で種牡馬として供用された。
種牡馬成績は非常に優秀で、オーエンテューダー、サンチャリオット、ペンシヴなどを輩出し、1940-42、45、46、54年の6度にわたってイギリスのリーディングサイアーになった。
生産者からの人気は高く交配の申し込みは非常に多かったが、第17代ダービー伯爵の方針によりハイペリオンの種付け料は常に400ギニーに保たれた。
1959年に4頭の繁殖牝馬と交配して種牡馬を引退。
1960年春にそれまで住んでいた馬房から屋根付きのパドックに移動。この頃から神経質になり、横になっている事も多かった。
秋に襲来した寒波の影響から体調を崩して苦悶の表情を見せる様になり、春頃に冬を持ち堪えると確信していたダービー伯爵は諦めてハイペリオンの死を覚悟する様になり、
12月9日にウッドランド牧場で老衰により死亡した。
遺骨はダービー伯爵がハイペリオンの活躍を後世に伝える為という意向により、南ケンシントン博物館に寄贈され、晩年まで過ごしたウッドランド牧場には彫刻家J・スピーキング作のハイペリオンが建っている。
産駒にはオーエンテューダー、オリオール、ロックフェラ、ケーレッド、ヘリオポリス、アリバイ、ヘリオス、ルースレス、セリムハッサンなど種牡馬として成功したものが多く、子孫は大いに繁栄しハイペリオン系を築き上げたが、その後のノーザンダンサー系等の台頭等の影響もあって衰退した（子孫についての詳細は「ハイペリオン系」の項を参照）。

## 特徴・逸話

### 気性・馬格
血統的にはともに気性難として知られるセントサイモンとその父・ガロピンの奇跡の血量（血量が18.75%になるインブリード）を持っていたが、種牡馬入り後も牧場に来たファンの子供が頭を撫でても噛みつかず、人懐っこい非常に温和な性格で、馬房内ではゆっくりしている事が多かったと、種牡馬時代に飼育を務めたスクロープ氏は手記に記している。
ただし、自分の気に入らないことがあると頑なにそれを拒み、30分以上その場から動かなくなることもあった。
朝の調教でこの癖が出て、ラムトンは朝食を食べそこねる事も有ったが、再び動くまで辛抱強く待ち続けた。
ラムトンの対応も有ってか深い絆で結ばれ、調教師交代後に出走したゴールドカップで、車椅子に乗って馬場入口で観戦していたラムトンを動かず見つめ続けてしまい、この時はレース発走まで時間が少なく引綱を担当した別当は汗まみれになりながら馬場へ連れてく事となった。
しかし、ラムトンの後任リーダーのことを嫌っていたらしく、1934年にハイペリオンが実績を残せなかった理由として挙げられる。
種牡馬になっても頑固さは変わらず、外へ出すと活発に動いたかと思えば、宥める別当を無視して後肢で立ち上がるポーズをしたまま満足するまで止めず、好奇心旺盛で飛ぶ鳥や飛行機を見えなくなるまで見つめる事も有った。
小柄な馬体は母シリーン、母父チョーサー、母父母カンタベリーピルグルムも同じで、これを受け継いだ影響か体高が14.5ハンド（約147cm）しかなく、ポニーと同じくらいの体高しかなかった。
イギリスには「互角の馬が競えば常に大柄な方が勝つ。」という趣旨の格言が有ったがハイペリオンの活躍後は、「ただし、ハイペリオンは除く。」と追記された。
これはこの時代の標準的な体高16ハンド（約163cm）より1割も低く、飼い葉桶にクビを届かせるのが大変だったという話が残っている。成長しても15ハンド（約152.4cm）を少し越えるぐらいであった。

### 名馬が生まれる仮説
イギリスではハイペリオンの前年は不受胎だった事から「名馬は空胎の次の年に出来た馬が多い。」という説の際にフェアウェイ、ボワルセル、ダンテらと共に挙げられる。。

## 年度別競走成績
- 1932年（5戦3勝）
  - 1着 - デューハーストステークス、プリンスオブウェールズステークス、ニューステークス
- 1933年（4戦4勝）
  - 1着 - エプソムダービー、セントレジャーステークス、チェスターヴァーズ、プリンスオブウェールズステークス
- 1934年（4戦2勝）
  - 3着 - アスコットゴールドカップ

## 主な産駒
- オーエンテューダー (Owen Tudor) - ニューダービー、ゴールドカップ
- ペンシヴ (Pensive)  - ケンタッキーダービー、プリークネスステークス
- サンチャリオット (Sun Chariot)  - 1000ギニー、オークス、セントレジャーステークス
- オリオール (Aureole)  - キングジョージ6世&クイーンエリザベスステークス
- ゴダイバ (Godiva)  - 1000ギニー、オークス
- サンストリーム (Sun Stream)  - 1000ギニー、オークス
- ソールオリエンス (Sol Oriens)  - アイリッシュダービー
- ハイシラ (Hycilla)  - オークス
- ハイペリカム (Hypericum)  - 1000ギニー

## ブルードメアサイアーとしての主な産駒
- サイテーション（アメリカ三冠）
- アリシドン（イギリス長距離三冠）
- パーシア（ダービーステークス）
- ニアークティック（カナダリーディングサイアー）

## 血統
父・ゲインズバラは1918年のイギリス戦時クラシック三冠馬。
母・シリーンはチョーサー産駒で最長14ハロンのレースを勝ち、通算22戦16勝の成績を残した。
シリーンは非常に小柄で体高（キ甲＝首と背の境から足元まで）が15.2ハンド（約154cm）であり、1歳時には調教を施すことを断念されかけたほどで、クラシックには登録されなかった。
他に以下の活躍馬を輩出している。
- シックル (Sickle 1924)  - ネイティヴダンサーの3代父アメリカリーディングサイアー[13]。
- ファラモンド (Pharamond 1925)  - ミドルパークステークス
- ハンターズムーン（Hunter's Moon 1926） - ニューマーケットステークス
- ナイトシフト (Night Shift 1936)  - ヨークシャーオークス
- オールムーンシャイン (All Moonshine 1941)  - ボブスレーハウリーステークス、モスボローの母

2代母セレニッシマは産駒にトランギル(1000ギニーステークス)や ボスワース(ゴールドカップ) 。
3代母ゴンドレットは1912年ニューマーケット開催のディセンバーセールでミノルの仔を宿して出品された際にダービー伯爵が1500ギニーで購入した。。
産駒にフェリー(1000ギニーステークス)やサンソヴィノ(ダービーステークス) 。

### 血統表
| ハイペリオンの血統（ゲインズバラ系 / St.Simon4×3=18.75% Galopin 6.4.5×4.6=18.75%、Pilgrimage4x5=9.38%） | ハイペリオンの血統（ゲインズバラ系 / St.Simon4×3=18.75% Galopin 6.4.5×4.6=18.75%、Pilgrimage4x5=9.38%） | ハイペリオンの血統（ゲインズバラ系 / St.Simon4×3=18.75% Galopin 6.4.5×4.6=18.75%、Pilgrimage4x5=9.38%） | （血統表の出典）  | （血統表の出典） |
| 父 Gainsborough 1915 鹿毛 イギリス                                                                      | 父の父Bayardo 1906 鹿毛                                                                                 | Bay Ronald                                                                                              | Hampton           | Hampton          |
| 父 Gainsborough 1915 鹿毛 イギリス                                                                      | 父の父Bayardo 1906 鹿毛                                                                                 | Bay Ronald                                                                                              | Black Duchess     |                  |
| 父 Gainsborough 1915 鹿毛 イギリス                                                                      | 父の父Bayardo 1906 鹿毛                                                                                 | Galicia                                                                                                 | Galopin           | Galopin          |
| 父 Gainsborough 1915 鹿毛 イギリス                                                                      | 父の父Bayardo 1906 鹿毛                                                                                 | Galicia                                                                                                 | Isoletta          |                  |
| 父 Gainsborough 1915 鹿毛 イギリス                                                                      | 父の母Rosedrop 1907 黒鹿毛                                                                              | St.Frusquin                                                                                             | St.Simon          | St.Simon         |
| 父 Gainsborough 1915 鹿毛 イギリス                                                                      | 父の母Rosedrop 1907 黒鹿毛                                                                              | St.Frusquin                                                                                             | Isabel            |                  |
| 父 Gainsborough 1915 鹿毛 イギリス                                                                      | 父の母Rosedrop 1907 黒鹿毛                                                                              | Rosaline                                                                                                | Trenton           | Trenton          |
| 父 Gainsborough 1915 鹿毛 イギリス                                                                      | 父の母Rosedrop 1907 黒鹿毛                                                                              | Rosaline                                                                                                | Rosalys           |                  |
| 母 Selene 1919 鹿毛                                                                                     | 母の父Chaucer 1900 黒鹿毛                                                                               | St.Simon                                                                                                | Galopin           | Galopin          |
| 母 Selene 1919 鹿毛                                                                                     | 母の父Chaucer 1900 黒鹿毛                                                                               | St.Simon                                                                                                | St.Angela         |                  |
| 母 Selene 1919 鹿毛                                                                                     | 母の父Chaucer 1900 黒鹿毛                                                                               | Canterbury Pilgrim                                                                                      | Tristan           | Tristan          |
| 母 Selene 1919 鹿毛                                                                                     | 母の父Chaucer 1900 黒鹿毛                                                                               | Canterbury Pilgrim                                                                                      | Pilgrimage        |                  |
| 母 Selene 1919 鹿毛                                                                                     | 母の母Serenissima 1913 鹿毛                                                                             | Minoru                                                                                                  | Cyllene           | Cyllene          |
| 母 Selene 1919 鹿毛                                                                                     | 母の母Serenissima 1913 鹿毛                                                                             | Minoru                                                                                                  | Mother Siegel     |                  |
| 母 Selene 1919 鹿毛                                                                                     | 母の母Serenissima 1913 鹿毛                                                                             | Gondlette                                                                                               | Loved One         | Loved One        |
| 母 Selene 1919 鹿毛                                                                                     | 母の母Serenissima 1913 鹿毛                                                                             | Gondlette                                                                                               | Donogola F-No.6-e |                  |